# As-salamu alaykum
As-salamu alaykum (tiếng Ả Rập: ٱلسَّلَامُ عَلَيْكُمْ; as-salāmu ʿalaykum, [as.sa.laː.mu ʕa.laj.kum]) là một câu chào trong tiếng Ả Rập có nghĩa là "Mong quý vị được bình an" hoặc "Bình an cho quý vị". Salam là một câu mang tính tôn giáo được những người Hồi giáo sử dụng khi chào hỏi, mặc dù nó cũng được sử dụng bởi những người nói tiếng Ả Rập theo tôn giáo khác, chẳng hạn như những người Ả Rập theo Thiên Chúa giáo. Câu trả lời điển hình cho lời chào này là wa ʿalaykumu s-salām (وَعَلَيْكُمُ ٱلسَّلَامُ; [wa.ʕa.laj.ku.mu‿s.sa.laː.mu]) "Và cũng mong quí vị được bình an". Cụm từ hoàn chỉnh là as-salāmu ʿalaykum wa-raḥmatu -llāhi wa-barakātuhū (ٱلسَّلَامُ عَلَيْكُمْ وَرَحْمَةُ ٱللَّٰهِ وَبَرَكَاتُهُ; [as.sa.laː.mu ʕa.laj.kum wa.raħ.ma.tu‿ɫ.ɫaː.hi wa.ba.ra.kaː.tu.huː]) "Bình an cho quí vị, cũng như lòng thương xót của Allah và phước lành của Người."
Lời chào này xuất hiện dưới dạng viết tắt như một số biến thể của salām (سَلَام trong nhiều ngôn ngữ; ví dụ như tiếng Ba Tư [sæ.lɒːm]).

## Trong kinh Qur'an
Cụm từ này xuất hiện tổng cộng 7 lần trong thánh kinh Qur'an, mỗi lần đều dưới dạng salamun ʿalaykum (tiếng Ả Rập: سَلَامٌ عَلَيْكُمْ). Trong chữ Ả Rập cổ điển, như được sử dụng trong kinh Qur'an và các bản viết Hadith, thì câu này được viết là ٱلسَّلَٰمُ عَلَيْكُمْ وَرَحْمَةُ ٱللَّٰهِ وَبَرَكَٰتُهُ. Còn viết theo lối chữ Rasm, thì câu này được viết là السلم علىکم ورحمه ال‍له وٮرکٮه.
- Surah Al-An'am (6), Ayah 54:[3]

وَإِذَا جَآءَكَ ٱلَّذِينَ يُؤْمِنُونَ بِآيَاتِنَا فَقُلْ سَلَامٌ عَلَيْكُمْ ۖ كَتَبَ رَبُّكُمْ عَلَىٰ نَفْسِهِ ٱلرَّحْمَةَ ۖ أَنَّهُۥ مَنْ عَمِلَ مِنكُمْ سُوٓءًۢا بِجَهَالَةٍۢ ثُمَّ تَابَ مِنۢ بَعْدِهِۦ وَأَصْلَحَ فَأَنَّهُۥ غَفُورٌۭ رَّحِيمٌۭ

"Và khi những ai tin tưởng nơi các dấu hiệu của TA (Allah) đến gặp Ngươi thì hãy chào họ, bảo: "Mong các người được bình an! Thượng đế của các người đã tự quy định cho mình lòng khoan dung tha thứ: rằng quả thật ai vì ngu muội mà lỡ lầm phạm tội rồi ăn năn sám hối và sửa mình sau đó thì quả thật Ngài Hằng Tha Thứ, Rất Mực Khoan Dung."

- Surah Al-A'raf (7), Ayah 46:[4]

وَبَيْنَهُمَا حِجَابٌۭ ۚ وَعَلَى ٱلْأَعْرَافِ رِجَالٌۭ يَعْرِفُونَ كُلًّۢا بِسِيمَاهُمْ ۚ وَنَادَوْا۟ أَصْحَابَ ٱلْجَنَّةِ أَن سَلَامٌ عَلَيْكُمْ ۚ لَمْ يَدْخُلُوهَا وَهُمْ يَطْمَعُونَ

"Và giữa hai (loại người đó) có một bức màn ngăn cách. Và trên các cao điểm có những người biết mặt từng người của họ qua các dấu vết của họ. Và họ lớn tiếng gọi những người bạn của thiên đàng, chúc: "Mong quí vị được bình an!" Họ chưa vào đó (thiên đàng), nhưng hy vọng sẽ được vào."

- Surah Ar-Ra'd (13), Ayah 24:[5]

سَلَامٌ عَلَيْكُم بِمَا صَبَرْتُمْ ۚ فَنِعْمَ عُقْبَى ٱلدَّارِ

"'Sự bình an được ban cho quí vị' về những điều mà quí vị đã nhẫn nại chịu đựng. Bởi thế, Ngôi nhà cuối cùng (của quí vị) thật tuyệt hảo!"

- Surah An-Nahl (16), Ayah 32:[6]

ٱلَّذِينَ تَتَوَفَّاهُمُ ٱلْمَلَائِكَةُ طَيِّبِينَ ۙ يَقُولُونَ سَلَامٌ عَلَيْكُمُ ٱدْخُلُوا۟ ٱلْجَنَّةَ بِمَا كُنتُمْ تَعْمَلُونَ

"Những ai mà các Thiên Thần bắt hồn trong tình trạng tốt sạch, (Thiên Thần) chúc họ: 'Mong quí vị được bình an'. Xin mời quí vị vào thiên đàng do những điều (tốt) mà quí vị đã từng làm (trên thế gian).'"

- Surah Maryam (19), Ayah 47:[7]

قَالَ سَلَامٌ عَلَيْكَ ۖ سَأَسْتَغْفِرُ لَكَ رَبِّي ۖ إِنَّهُۥ كَانَ بِي حَفِيًّۭا

"(Ibrahim) thưa: "Con mong cha gặp mọi sự bằng an. Con sẽ cầu xin Thượng đế của con tha thứ cho cha. Quả thật Ngài Hằng Rộng lượng với con."

- Surah Al-Qasas (28), Ayah 55:[8]

وَإِذَا سَمِعُوا۟ ٱللَّغْوَ أَعْرَضُوا۟ عَنْهُ وَقَالُوا۟ لَنَا أَعْمَالُنَا وَلَكُمْ أَعْمَالُكُمْ سَلَامٌ عَلَيْكُمْ لَا نَبْتَغِي ٱلْجَاهِلِينَ

"Và khi nghe chuyện tầm phào, họ cáo lui bỏ đi và nói: "Chúng tôi có công việc của chúng tôi và quí vị công việc của quí vị. Chúc quí vị được 'Bình an'. Chúng tôi không tìm kiếm kẻ ngu dốt (để tranh chấp về Qur'an)."

- Surah Az-Zumar (39), Ayah 73:[9]

وَسِيقَ ٱلَّذِينَ ٱتَّقَوْا۟ رَبَّهُمْ إِلَى ٱلْجَنَّةِ زُمَرًا ۖ حَتَّىٰ إِذَا جَآءُوهَا وَفُتِحَتْ أَبْوَابُهَا وَقَالَ لَهُمْ خَزَنَتُهَا سَلَامٌ عَلَيْكُمْ طِبْتُمْ فَٱدْخُلُوهَا خَالِدِينَ

"Ngược lại, những ai ngay chính sợ Allah và làm tròn bổn phận đối với Ngài sẽ được đưa đến thiên đàng từng nhóm, mãi cho đến lúc họ đến nơi thì các cánh cửa của thiên đàng sẽ được mở rộng cho họ và những Vị gác cửa (thiên đàng) sẽ chào họ (nói): 'Bình an cho quí vị!' Quí vị đã thành tựu, hãy đi vào ở trong đó."

Other variants, such as salamun ʿalā (سَلَامٌ عَلَىٰ), or the term salam (سَلَام) alone is also mentioned in several other Ayahs of the Qur'an.